# Batillipes annulatus
Batillipes annulatus är en djurart som tillhör fylumet trögkrypare, och som beskrevs av de Zio 1963. Batillipes annulatus ingår i släktet Batillipes och familjen Batillipedidae. Inga underarter finns listade i Catalogue of Life.